# Jacqui Smith
Jacqueline Jill Smith (Malvern, Worcestershire, 3 de noviembre de 1962) es una locutora, comentarista y expolítica británica. Fue miembro del Parlamento por Redditch desde 1997 hasta 2010, la primera mujer en ser ministra del Interior y la tercera mujer en ocupar uno de los Grandes Oficios del Estado, después de Margaret Thatcher (primera ministra) y Margaret Beckett (secretaria de relaciones exteriores).
Dimitió como ministra del Interior el 5 de junio de 2009 tras su implicación en el escándalo de gastos parlamentarios del Reino Unido en el que afirmó falsamente que una habitación de la casa de su hermana era su vivienda principal. Smith, la figura más destacada involucrada en el escándalo, luego perdió su escaño como miembro del Parlamento por Redditch en las elecciones generales de 2010. Después de dejar la Cámara de los Comunes, permaneció en la vida pública como experta política y asumió funciones en varios otros sectores, como la salud y los medios de comunicación.